# بقلیه
بقلیه گروهی از قرمطیان بودند که در اوایل قرن دهم میلادی در جنوب عراق فعال بودند.
این گروه پس از شکست قیام زکرویه بن مهرویه قرمطی توسط خلافت عباسی در سال ۹۰۷ ظهور کرد. زکرویه درگذشت، اما بسیاری از پیروان او در سواد (منطقه حاصلخیز روستایی اطراف کوفه) معتقد بودند که او نمرده‌است و برای رهبری آنها بازخواهد گشت. در سال ۹۰۷–۹۰۸ داعی (مبلغ اسماعیلی) به نام ابوحاتم زوتی که در سواد فعالیت داشت، پیروان خود را از خوردن سیر و تره و شلغم و ذبح حیوانات و پیروی از برخی فرایض عرفی اسلامی منع کرد. پیروان او لقب بقلیه را که به زودی عموماً به قرمطیان سواد گفته می‌شد از آن گرفته‌اند. پیروان زکرویه به زودی به پیروان حمدان اهوازی و ابومحمد عبدان پیوستند که همچنان به بازگشت محمد بن اسماعیل به عنوان مهدی معتقد بودند. 
این نهضت پابرجا ماند و حتی در نواحی اطراف کوفه و واسط به رهبری مسعود بن هریث و عیسی بن موسی، برادرزاده ابومحمد عبدان، قیام‌هایی علیه عباسیان به راه انداخت. هنگامی که قرمطیان به فرماندهی ابوطاهر جنابی در سال ۹۲۷ به عراق حمله کردند، آن‌ها قیام کردند، اما توسط هارون بن غریب، سردار عباسی شکست خوردند. پرچم‌های آنها به رنگ سفید و دارای آیه‌هایی از قرآن در مورد رهایی بنی اسرائیل از ظلم فرعون توصیف شده‌است. تعدادی از قرمطیان ایرانی الاصل به بحرینیان پیوستند و سپس به دنبال آنها به سرزمین خود رفتند و در آنجا به عجمیون معروف شدند.